# Abelschegrub

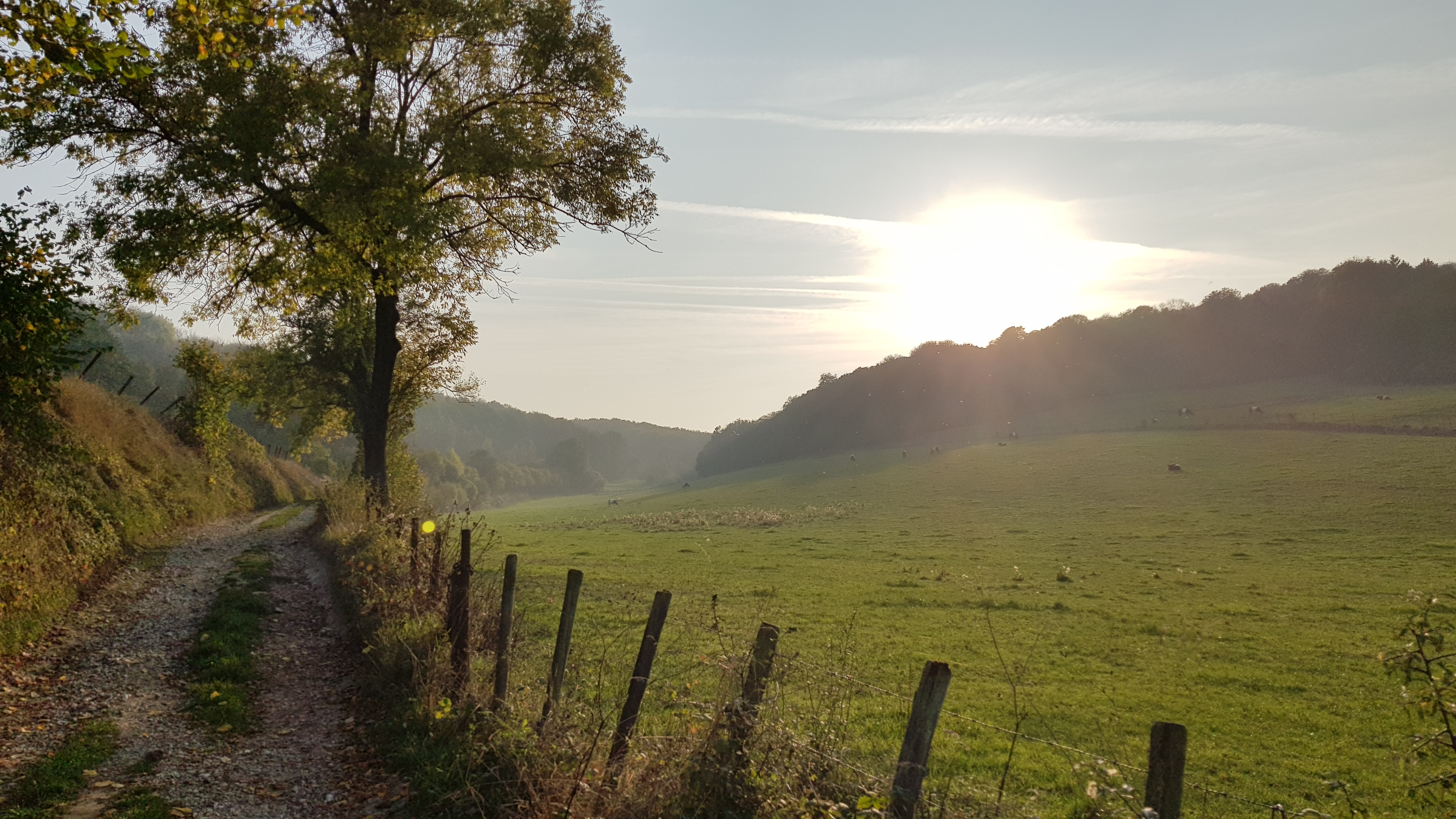
de Abelschegrub gezien vanaf bij Stokhem

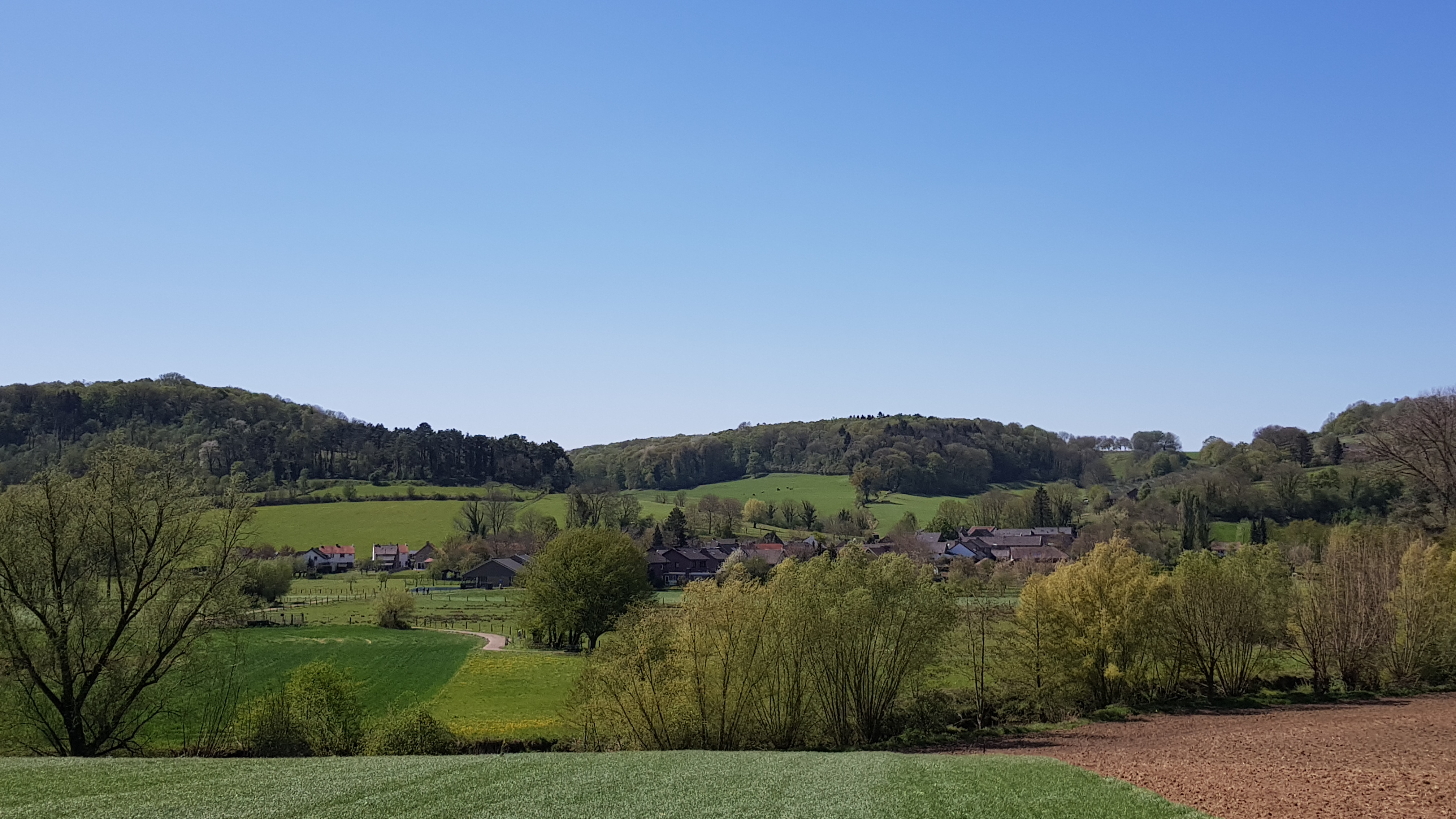
de Abelschegrub gezien vanaf Wijlre

De Abelschegrub is een droogdal bij Wijlre in de Nederlandse gemeente Gulpen-Wittem in Zuid-Limburg. Het dal ligt ten westen van Wijlre en ten zuidwesten van buurtschap Stokhem dat aan de monding van het dal gelegen is. Ten noordwesten van het droogdal ligt op het plateau de buurtschap Berghof. Op de zuidelijke hellingen van het dal liggen weilanden en hellingbossen en op de noordelijke hellingen weilanden en wijngaarden. Door het droogdal loopt de holle weg Heischenweg van Stokhem richting Ingber.
De Abelschegrub ligt in de noordoostelijke rand van het Plateau van Margraten in de overgang naar het Geuldal. De grub ligt tussen twee heuvels met ten noorden de Doodeman.
Bovenaan op het plateau stond vroeger Het Gericht.
Ongeveer 400 meter naar het zuidoosten komt de Beertsengrub het plateau op en ongeveer een kilometer noordelijker de Gronzedelle.

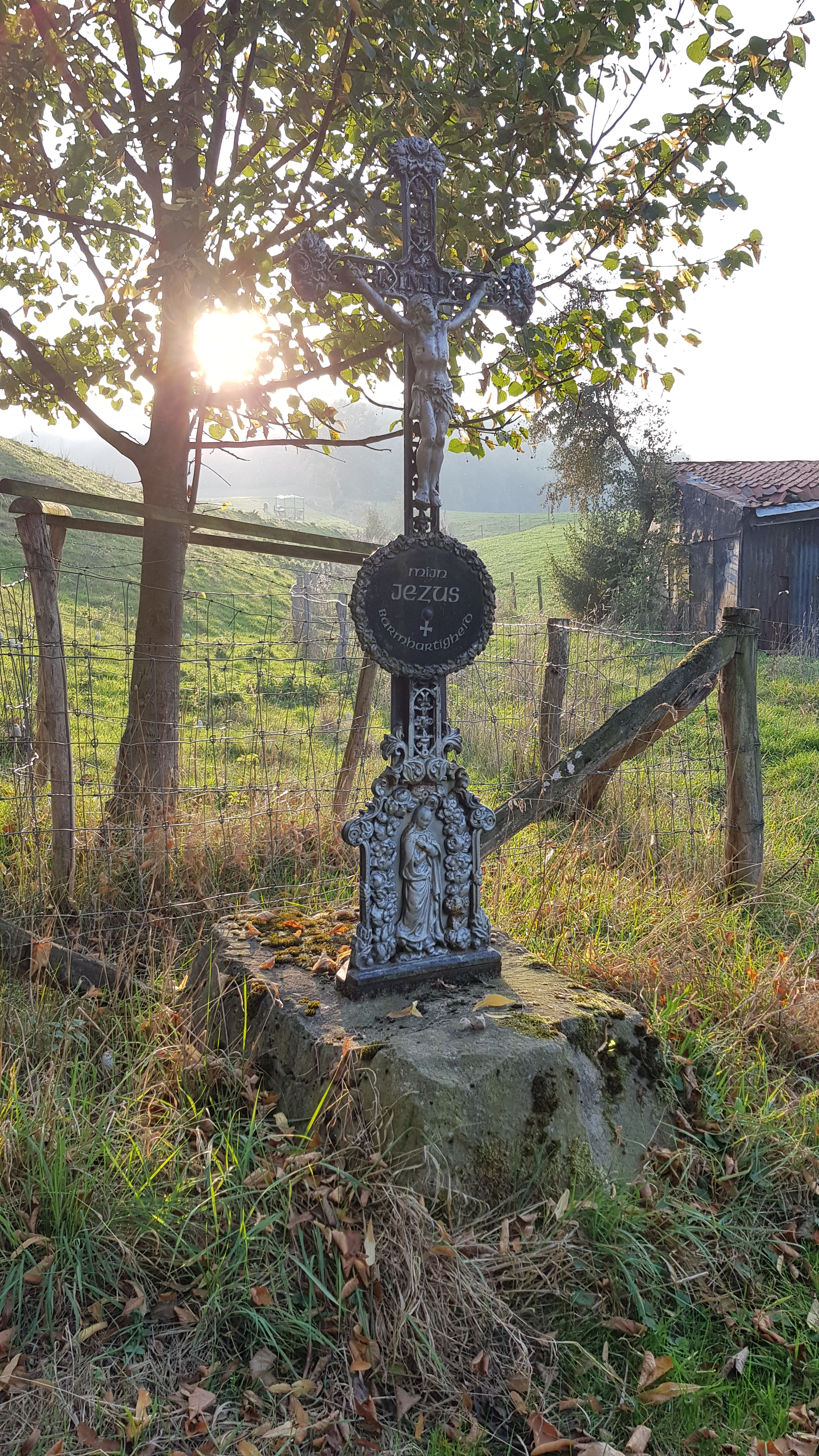
wegkruis in de Abelschegrub bij Stokhem
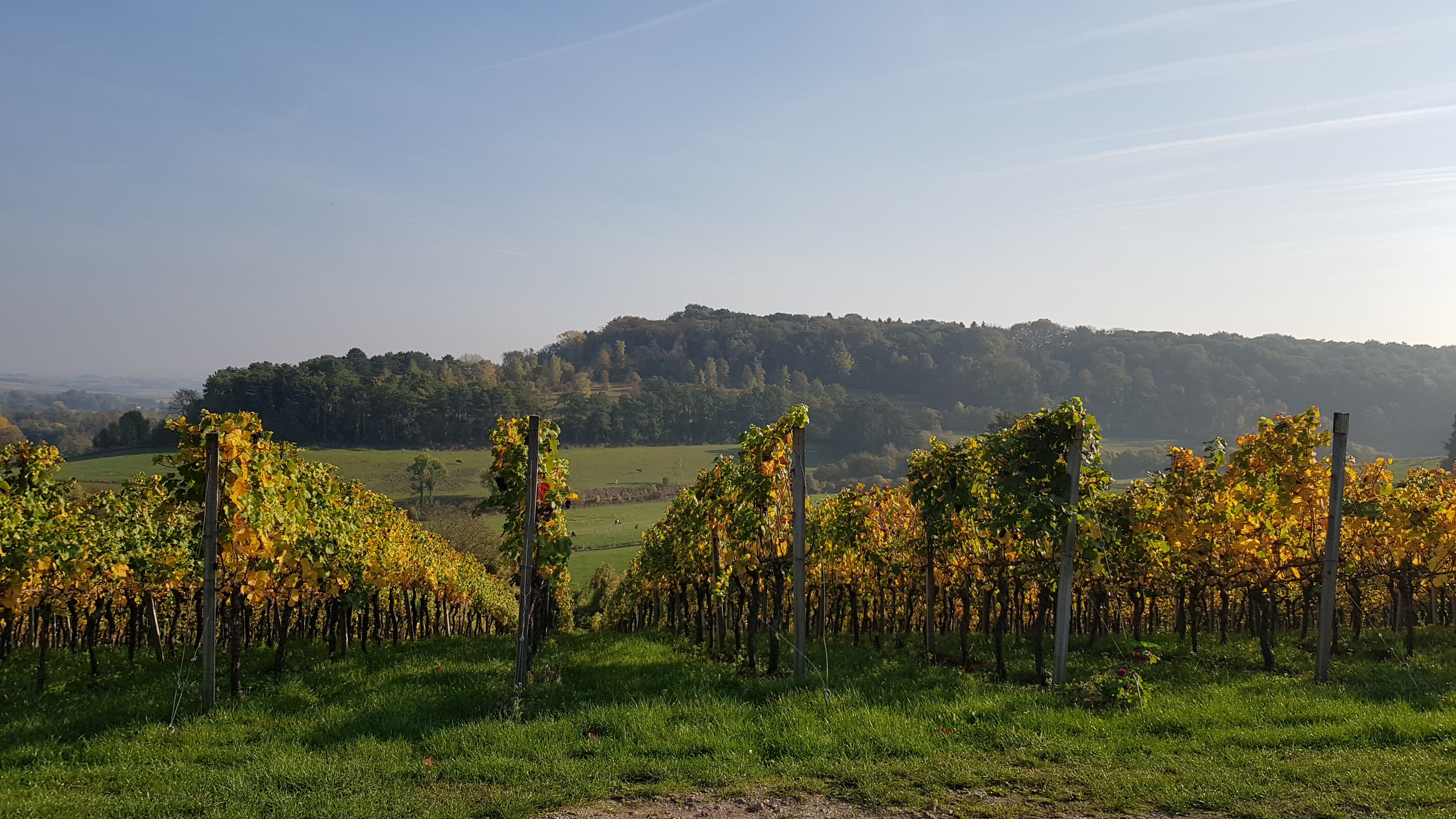
wijngaard op de noordhelling van de Abelschegrub gezien vanaf de Dodemanweg
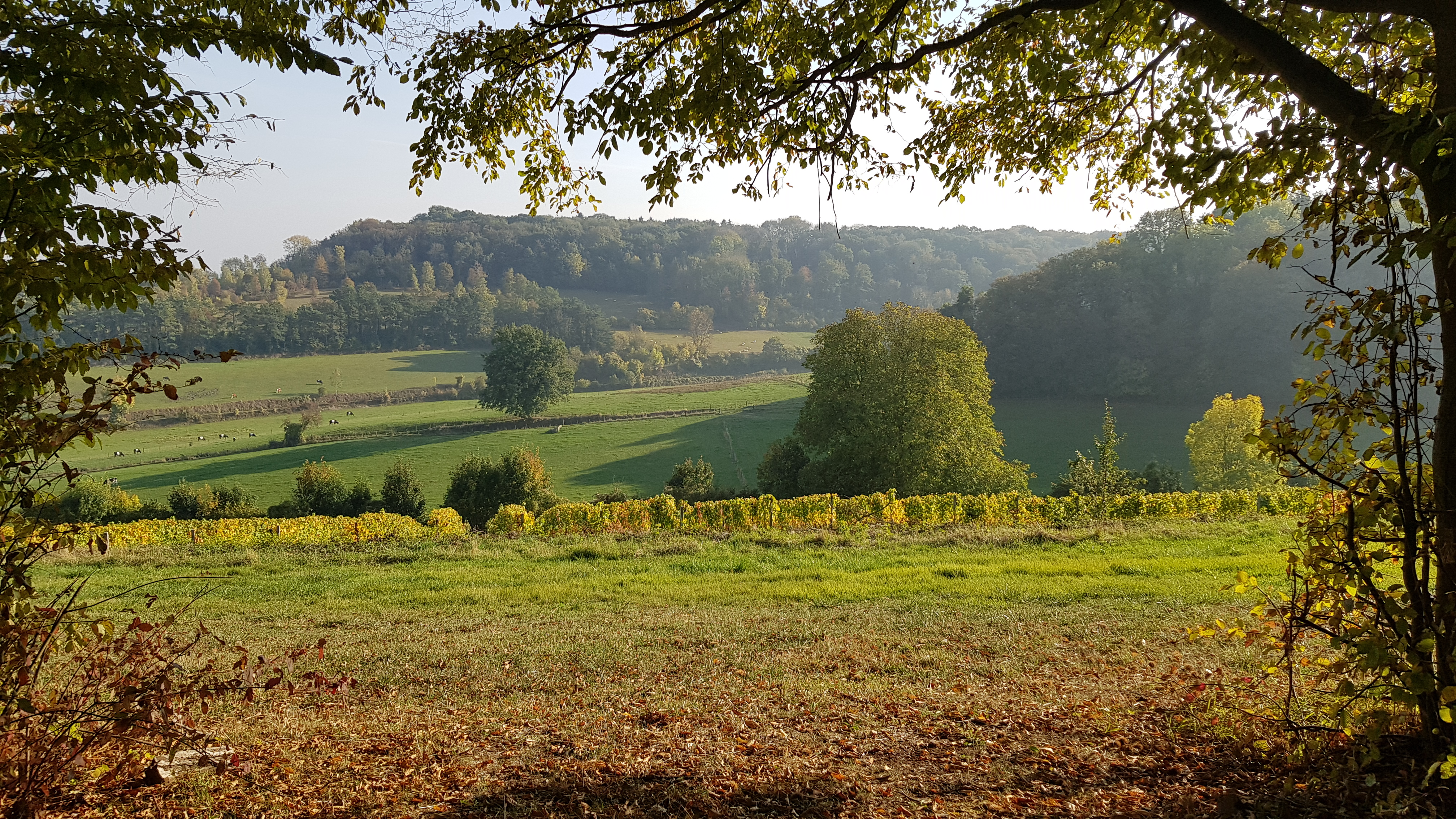
zicht op de wijngaard op de noordhelling van de Abelschegrub gezien vanaf de Dodemanweg
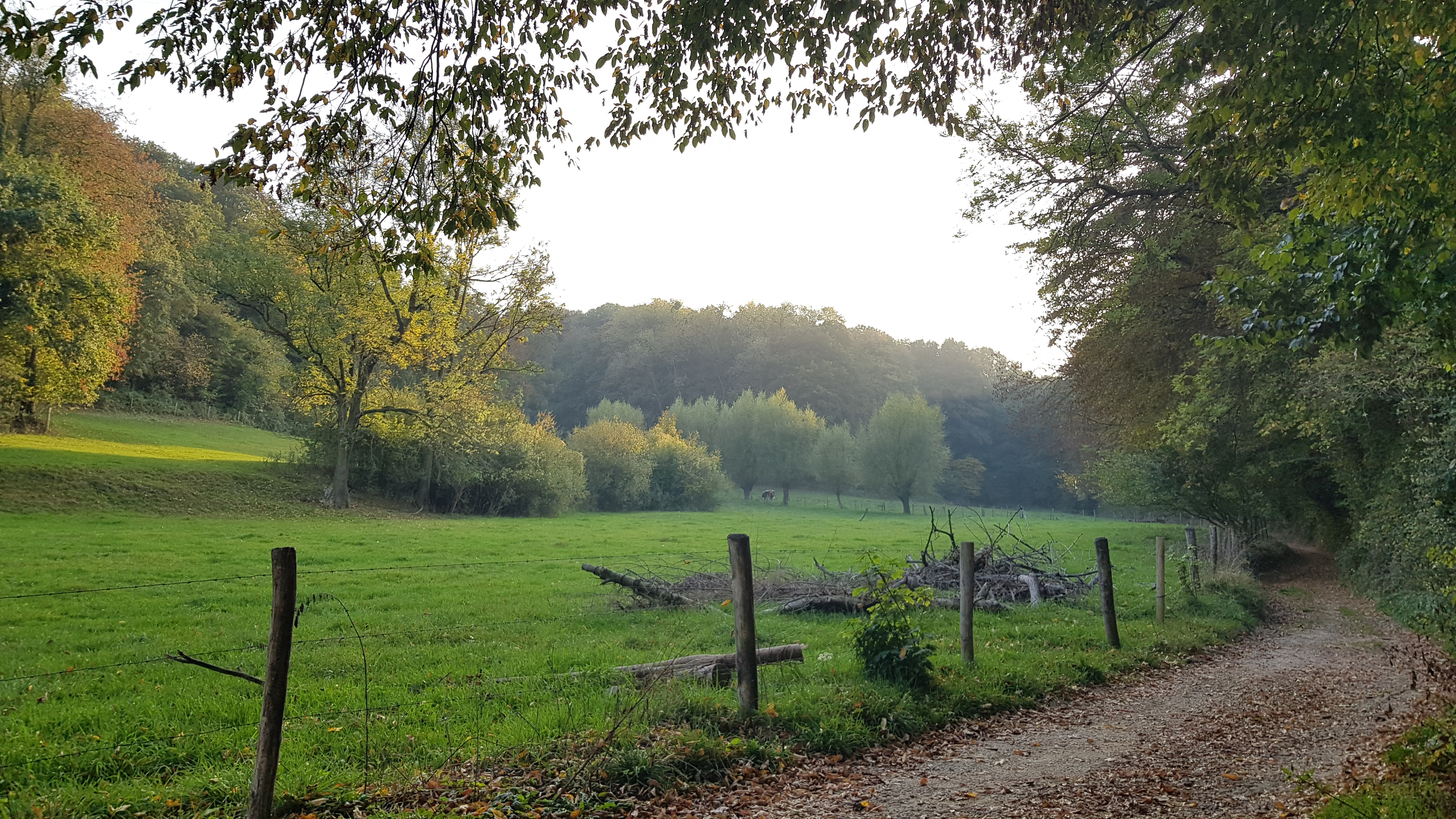
de Abelschegrub ongeveer halverwege